# Tiago Ferreira
Tiago Emanuel Canelas Almeida Ferreira (Porto, 10 juli 1993) - kortweg Tiago Ferreira - is een Portugees voetballer die bij voorkeur als centrale verdediger speelt. 

## Clubcarrière
Ferreira speelde in de jeugd bij Infesta, Pasteleira, Boavista, FC Porto en Padroense. Hij debuteerde in de Segunda Liga voor FC Porto B in 2012. Hij is een vaste waarde in het tweede elftal van de club, dat sinds 2012 in de Segunda Liga mag deelnemen.
In de zomer van 2014 trok Ferreira transfervrij naar het Belgische SV Zulte Waregem, waar zijn contract in februari 2015 in onderling overleg werd ontbonden.

## Interlandcarrière
Ferreira kwam reeds uit voor diverse Portugese jeugdelftallen sinds Portugal -15. Hij was ook actief voor Portugal -21.